# XVII Reunião Ordinária do Conselho do Mercado Comum
A XVII Reunião Ordinária do Conselho do Mercado Comum ocorreu em dezembro de 1999, na cidade de Montevidéu.

## Participantes
Representando os estados-membros
- Fernando Henrique Cardoso
- Fernando de la Rúa
- Julio Maria Sanguinetti
- Luis Ángel González Macchi

## Decisões
A reunião produziu vinte decisões.